# Нойкёльн (район Берлина)
Нойкёльн (нем. Neukölln, дословно «Новый Кёлльн») — район в берлинском административном округе Нойкёльн, давший название всему округу. До 1920 года Нойкёльн являлся самостоятельным городом, который до 1912 года назывался Риксдорфом (нем. Rixdorf), а затем был назван в честь бывшего берлинского города-спутника Кёлльна-на-Шпрее, поглощённого Берлином.
После создания «Большого Берлина» в 1920 году город Нойкёльн с близлежащими деревнями Бриц, Рудов и Букков был присоединён к немецкой столице в качестве городского округа. По причине высокой плотности населения округ Нойкёльн не был изменён в ходе административной реформы 2001 года, в результате которой произошло укрупнение округов столицы.
По причине того, что во времена разделения Берлина Нойкёльн располагался в непосредственной близи к Берлинской стене, район потерял привлекательность для населения, что отразилось на падении цен на жильё. В результате этого в районе возрос процент мигрантов, преимущественно из Турции и арабских стран. Сегодня 15 % населения района имеют турецкие корни и 10 % — арабские. После ликвидации Берлинской стены изоляция района исчезла, однако район продолжает считаться неблагополучным среди берлинцев. Хотя с 2000-х годов в северной части Нойкёльна, прилегающей к Кройцбергу, наблюдаются процессы джентрификации.
Многие уроженцы Риксдорфа и Нойкёльна стали всемирно известными в своих профессиях, например, скульптор Ли Лори, актёр Хорст Буххольц, председатель Верховного суда Германии Ютта Лимбах или центральный защитник мадридского «Реала» Антонио Рюдигер, теолог Бруно Бауэр, философ Сьюзан Нейман, художница Лена Браун или Вильгельм Фойгт, печально известный капитан из Кёпеника.

## Галерея
| - Нойкёльнская ратуша - Старое здание почты - Здание суда - Церковь Цвятого Иоанна - Церковь Магдалены - Церковь Мартина Лютера - Мечеть у турецкого кладбища - Кёрнер-Парк - Народный парк Хазенхайде - Городской бассейн |